# وینستون، کانتی دورام
وینستون (به انگلیسی: Winston) یک روستا و محله مدنی در بریتانیا است که در کانتی دورام واقع شده‌است. وینستون ۴۳۱ نفر جمعیت دارد.